# IC 4178
IC 4178 ist eine Irreguläre Galaxie Zwerggalaxie vom Hubble-Typ Im im Sternbild Jagdhunde am Nordsternhimmel. Sie ist schätzungsweise 55 Millionen Lichtjahre von der Milchstraße entfernt und hat einen Durchmesser von etwa 15.000 Lichtjahren.

Im selben Himmelsareal befinden sich u. a. die Galaxien NGC 5002, NGC 5014, IC 4171, IC 4189, IC 4213.
Das Objekt wurde am 21. März 1903 vom deutschen Astronomen Max Wolf entdeckt.